# Astiphromma hamulum
Astiphromma hamulum là một loài tò vò trong họ Ichneumonidae.